# هاچینسون آیلند جنوبی (فلوریدا)
هاچینسون آیلند جنوبی (به انگلیسی: Hutchinson Island South) یک منطقهٔ مسکونی در ایالات متحده آمریکا است که در شهرستان سنت لوسی، فلوریدا قرار دارد. هاچینسون آیلند جنوبی ۱۲۴٫۵ کیلومتر مربع مساحت و ۵٬۲۰۱ نفر جمعیت دارد.